# Montaïn
Montaïn ist eine französische Gemeinde mit 92 Einwohnern (Stand 1. Januar 2022) im Département Tarn-et-Garonne in der Region Okzitanien, vor 2016 Midi-Pyrénées. Sie gehört zum Arrondissement Castelsarrasin und zum Kanton Beaumont-de-Lomagne (bis 2015 Kanton Saint-Nicolas-de-la-Grave). Die Bewohner nennen sich Montaïnois.
Die Gemeinde grenzt im Nordwesten an Labourgade, im Nordosten an Cordes-Tolosannes, im Osten an Bourret, im Süden an Saint-Sardos und im Südwesten an Larrazet.

## Bevölkerungsentwicklung
| Jahr      | 1962 | 1968 | 1975 | 1982 | 1990 | 1999 | 2008 | 2015 |
| --------- | ---- | ---- | ---- | ---- | ---- | ---- | ---- | ---- |
| Einwohner | 90   | 84   | 67   | 64   | 79   | 80   | 101  | 109  |

## Sehenswürdigkeiten

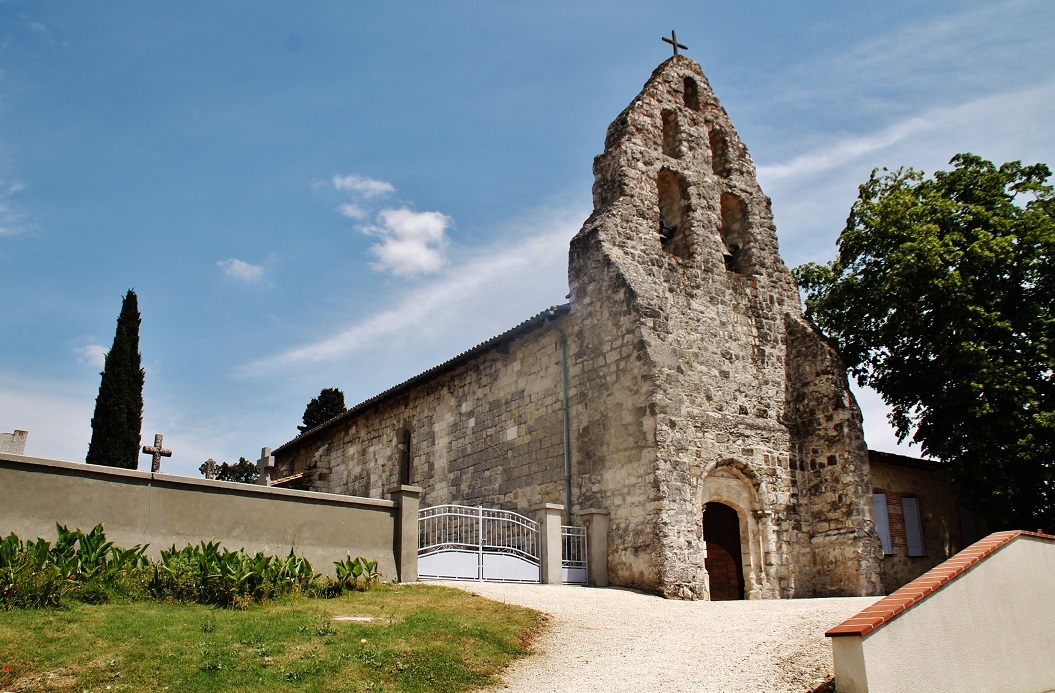
Kirche Saint-Martin

- Kirche Saint-Martin